# Флавий Виктор (консул 424 г.)
Вижте пояснителната страница за други личности с името Флавий Виктор.
Флавий Виктор (на латински: Flavius Victor) е политик, консул на Източната Римска империя през 5 век.
През 424 г. Виктор е консул заедно с Флавий Кастин на Запад. На 20 ноември 423 г. в Рим Йоан узурпира и става римски император до 425 г.